# Ortskapelle Harmannstein

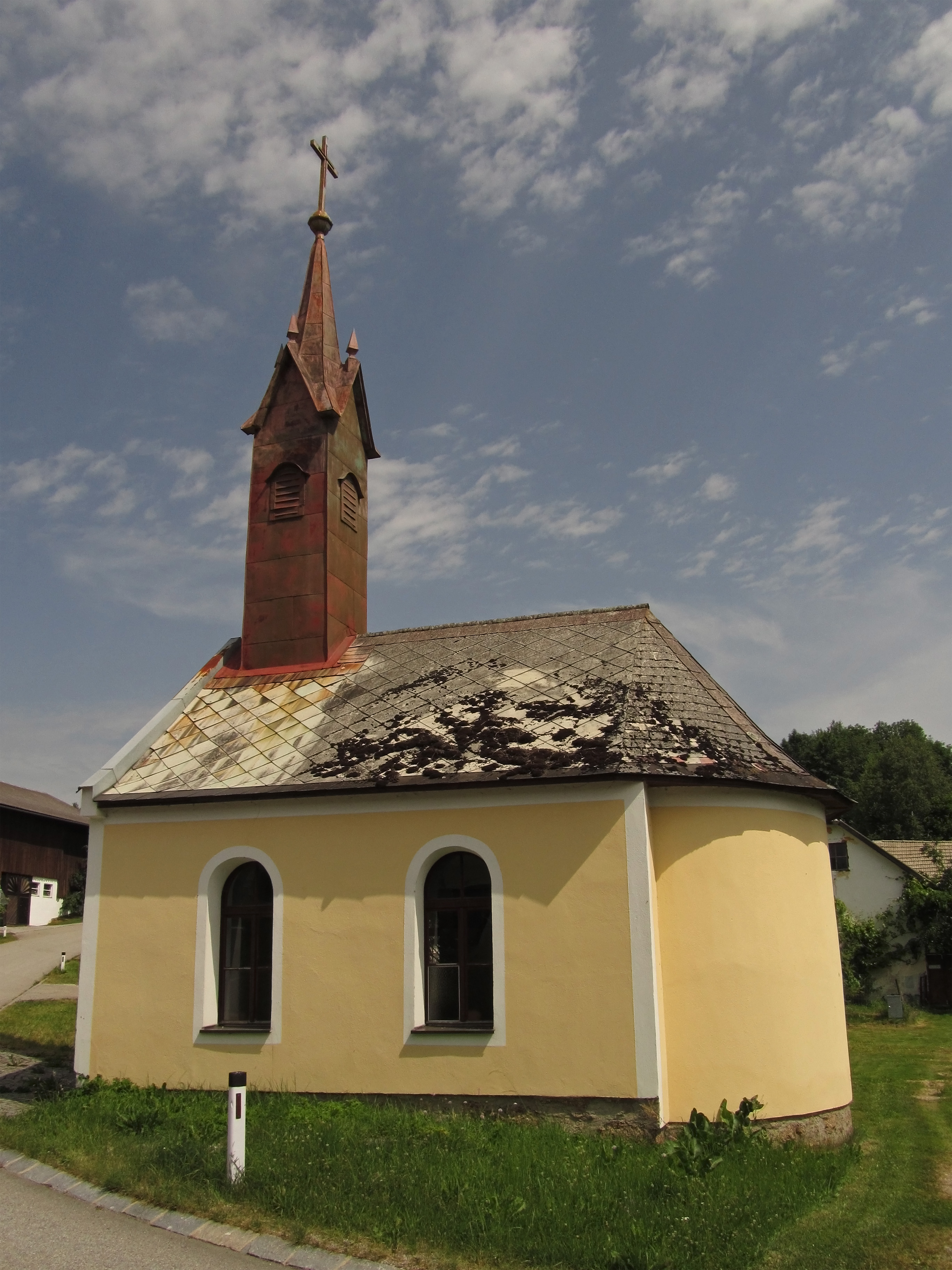
Ortskapelle in Harmannstein

Die Ortskapelle Harmannstein steht an einer Straßengabelung am Anger in der Ortschaft Harmannstein in der Gemeinde Großschönau im Bezirk Gmünd in Niederösterreich. Die Kapelle steht unter Denkmalschutz (Listeneintrag).

## Geschichte
Die Kapelle wurde 1882 erbaut.

## Architektur
An den rechteckigen Saalraum mit Rundbogenfenstern schließt eine leicht eingezogene Halbkreisapsis an. Der schlanke Dachreiter mit einem Giebelspitzhelm ist vollständig verblecht.

## Ausstattung
Der Altar zeigt im Ziborium ein Bild zu Johannes der Täufer.